# Trevor Morrice
Trevor Morrice (* 23. September 1991 in Calgary) ist ein ehemaliger kanadischer Skispringer.
Morrice, der für den Altius Nordic Ski Club startete, gab 2005 sein internationales Debüt im FIS-Cup. Trotz eher mittelmäßiger Ergebnisse startete er ab Oktober 2005 im Skisprung-Continental-Cup. Dabei konnte er jedoch in seinen ersten Springen keine vordere Platzierung erreichen. Bei der Junioren-Weltmeisterschaft 2006 in Kranj erreichte er den 24. Platz von der Normalschanze und mit dem Team den 11. Platz. Im August 2006 startete er erstmals im Sommer-Grand-Prix. In den folgenden zwei Jahren konnte er zwar mehrfach in die Punkteränge im Continental Cup springen, konnte aber nie vordere Plätze in der Gesamtwertung erreichen. Sein bestes Ergebnis war der 134. Platz in der Continental-Cup-Saison 2006/07.
Bei den Olympischen Winterspielen 2010 schied Morrice im Einzelwettbewerb von der Normal- sowie von der Großschanze bereits in der Qualifikation aus. Im Teamspringen erreichte er mit seinen Mannschaftskollegen MacKenzie Boyd-Clowes, Eric Mitchell und Stefan Read den 12. Platz.
Nach den Olympischen Winterspielen beendete er im Alter von nur 18 Jahren seine Karriere.
Zwei Jahre später nahm er in Whistler aber wieder an den Kanadischen Meisterschaften von der Normalschanze teil, belegte aber nur den siebten und damit letzten Platz. Seit Dezember 2013 gehört er wieder dem B-Kader im Skisprung-Continental-Cup an.
Morrice bestritt seine letzten Wettkämpfe im März 2015.

## Erfolge

### Continental-Cup-Platzierungen
| Saison  | Platz | Punkte |
| ------- | ----- | ------ |
| 2013/14 | 092.  | 024    |
| 2014/15 | 108.  | 012    |